# Derry Girls
Derry Girls is een Britse sitcom, geschreven door de Noord-Ierse Lisa McGee. De serie speelt zich af in de jaren negentig van de twintigste eeuw in de Noord-Ierse stad Derry. De serie werd voor het eerst uitgezonden op 4 januari 2018 op Channel 4. Later dat jaar verscheen de serie ook op Netflix. In oktober 2018 werd begonnen met de opnames van het tweede seizoen. In maart en april 2019 werd het tweede seizoen uitgezonden. De makers wilden het derde seizoen in 2020 laten verschijnen, maar door de coronapandemie werd dit uitgesteld tot april 2022. Het derde seizoen was ook het laatste seizoen.

## Verhaal
De serie volgt de levens van een groep leerlingen van een katholieke middelbare school voor meisjes in Derry/Londonderry tijdens The Troubles. Erin, haar nicht Orla en hun vriendinnen Clare en Michelle vormen de hoofdpersonages, samen met Michelle's Engelse neef James. 

## Cast
| Acteur                 | Personage       |
| ---------------------- | --------------- |
| Saoirse-Monica Jackson | Erin Quinn      |
| Louisa Harland         | Orla McCool     |
| Nicola Coughlan        | Clare Devlin    |
| Jamie-Lee O'Donnell    | Michelle Mallon |
| Dylan Llewellyn        | James Maguire   |
| Tara Lynne O'Neill     | Ma Mary         |
| Kathy Kiera Clarke     | Aunt Sarah      |
| Siobhan McSweeney      | Sister Michael  |
| Tommy Tiernan          | Da Gerry        |
| Ian McElhinney         | Granda Joe      |